# Yngvar Bryn
Yngvar Bryn (n. 17 decembrie 1881, Kristiansand, Lister og Mandals amt⁠(d), Norvegia – d. 30 aprilie 1947, Oslo, Norvegia) a fost un sprinter ce a reprezentat Norvegia, medaliat olimpic. A participat la 2 ediții ale Jocurilor Olimpice (1900, 1920) în care a câștigat o medalie de argint.